# Ithomia cleora
Ithomia cleora är en fjärilsart som beskrevs av William Chapman Hewitson 1855. Ithomia cleora ingår i släktet Ithomia och familjen praktfjärilar. Inga underarter finns listade i Catalogue of Life.

## Bildgalleri

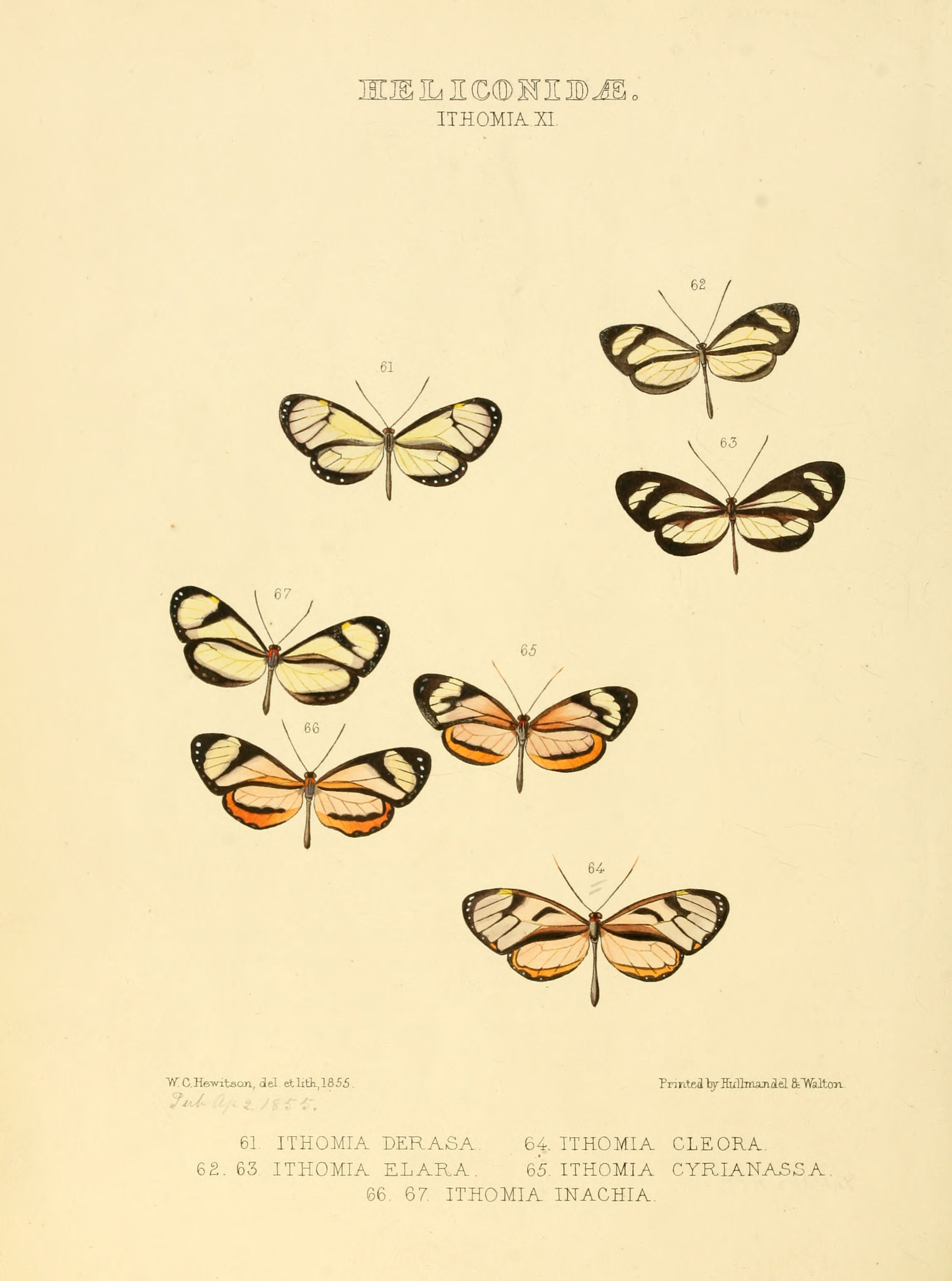